# Jaroslav Vonka
Jaroslav Vonka (29. května 1907 – ?) byl český útočník.

## Hráčská kariéra
V československé lize hrál za Bohemians AFK Vršovice (dobový název Bohemians) v jednom utkání, v němž vstřelil jednu branku.

### Prvoligová bilance
| Ročník             | Zápasy | Góly | Minuty | Klub                   |
| ------------------ | ------ | ---- | ------ | ---------------------- |
| I. liga 1927/28    | 1      | 1    | 90     | Bohemians AFK Vršovice |
| CELKEM I. ČS. LIGA | 1      | 1    | 90     |                        |